# Häuselstein
Häuselstein ist ein Gemeindeteil der Gemeinde Berg bei Neumarkt in der Oberpfalz und eine Gemarkung im Landkreis Neumarkt in der Oberpfalz in Bayern.

## Geografie
Das Dorf liegt im Oberpfälzer Jura, ca. 7 km nördlich des Gemeindesitzes Berg am Fuß der Häuselsteiner Höhe. Diese steigt etwa 1 km in nordöstlicher Richtung um 30 m auf 580 m an. In einem bewaldeten Tal im Westen entspringen einige Quellbäche des Traunfelder Baches.

## Geschichte
Häuselstein ist erstmals 1397 in Urkunden des Klosters Kastl erwähnt, als „Heselstein“ und „Hesenstein“ (festes Haus des Hesen=Hasilo=Heinrich), dem Kloster abgabepflichtig.
Im Dreißigjährigen Krieg herrschte große Not; so konnte 1639 das zuständige Amt Haimburg an die pfalz-neuburgische Regierung in Amberg keinen Haushalt von Häuselstein melden, der noch als belegungsfähig für Truppen hätte gelten können.
Gegen Ende des Alten Reiches, um 1800, bestand Häuselstein aus sieben Untertanenhöfen unterschiedlicher Größe, die alle der Reichsstadt Nürnberg gehörten, drei Höfe dem dortigen Spitalamt Heilig Geist, zwei dem dortigen Landesalmosenamt und weitere zwei dem dortigen Klosterpflegamt Engelthal. Die beiden größten Höfe waren der zum Heilig-Geist-Spital gehörende Spitzenhof und der zum Klosterpflegamt Engelthal gehörende Sachsenhof.
Im Königreich Bayern (1806) wurde ein Steuerdistrikt Häuselstein gebildet, dem neben Häuselstein die Mauertsmühle, Reicheltshofen und Wünricht angehörten und der auch die Gemeinde Eismannsberg umfasste. Bei der Gemeindebildung um 1810/20 wurde die Ruralgemeinde Häuselstein im Landgericht und Rentamt Kastl gebildet, die Ansiedelungen Häuselstein, Mauertsmühle, Reicheltshofen und Wünricht umfassend. Am 19. Mai 1820 wurde der Gemeinde noch der Weiler Wappeltshofen (1832: 60 Einwohner, 8 Häuser) aus der Gemeinde Eismannsberg zugeteilt; 1928 wurde dieser Ort nach Altdorf umgegliedert. 1862 kam das Landgericht Kastl und damit auch die Gemeinde Häuselstein zum neuen Bezirksamt Velburg, bei dessen Auflösung im Jahr 1880 zum Bezirksamt Neumarkt in der Oberpfalz. 1873 gab es im Ort Häuselstein neun Pferde und 57 Stück Rindvieh, in der Gemeinde Häuselstein 29 Pferde und 213 Stück Rindvieh, außerdem 324 Schafe, 159 Schweine und sieben Ziegen.
Das Dorf, zum katholischen Pfarrsprengel von Gnadenberg gehörend, wurde 1884/85 mit der Mauertsmühle nach Stöckelsberg umgepfarrt. Die Kinder besuchten die Schule in Stöckelsberg; das dortige Schulhaus war 1865 erbaut worden.
Die 514 ha große Gemeinde Häuselstein wurde im Zuge der Gemeindegebietsreform aufgelöst und zum 1. Januar 1972 in die Gemeinde Stöckelsberg eingemeindet. Diese wiederum wurde am 1. Mai 1978 in die Großgemeinde Berg eingegliedert. Letzter Bürgermeister der Gemeinde Häuselstein war von 1960 bis 1972 Albert Mederer († 2011).

### Einwohnerentwicklung des Ortes Häuselstein
- 1836: 49 (10 Häuser)[11]
- 1861: 71 (19 Protestanten; 35 Gebäude)[12]
- 1871: 54 (27 Gebäude; Viehbestand: 9 Pferde, 57 Stück Rindvieh)[7]
- 1900: 72 (13 Wohngebäude)[13]
- 1925: 52 (8 Wohngebäude)[14]
- 1937: 60 (53 Katholiken, 7 Protestanten)[15]
- 1950: 60 (11 Wohngebäude)[16]
- 1961: 38 (12 Wohngebäude)[17]
- 1970: 56[18]
- 1987: 39 (11 Wohngebäude, 13 Wohnungen)[19]
- 2015: 45 (Stand: 31. Dezember; 25 männlich, 20 weiblich)[20]

### Einwohnerentwicklung der Gemeinde Häuselstein
- 1861 (5 Orte, 98 Gebäude): 278 (213 Katholiken, 65 Protestanten)[12]
- 1871 (5 Orte, 48 Haushaltungen): 252 (120 männlich, 132 weiblich; 177 Katholiken, 75 Protestanten)[21]
- 1900 (5 Orte, 49 Wohngebäude): 244 (186 Katholiken, 58 Protestanten)[13]
- 1925 (4 Orte, 24 Wohngebäude): 158 (145 Katholiken, 13 Protestanten)[14]
- 1937 (4 Orte): 162 (150 Katholiken, 12 Protestanten)[15]
- 1950 (4 Orte, 26 Wohngebäude): 166[16]
- 1961 (4 Orte, 27 Wohngebäude): 102[17]

## Baudenkmäler

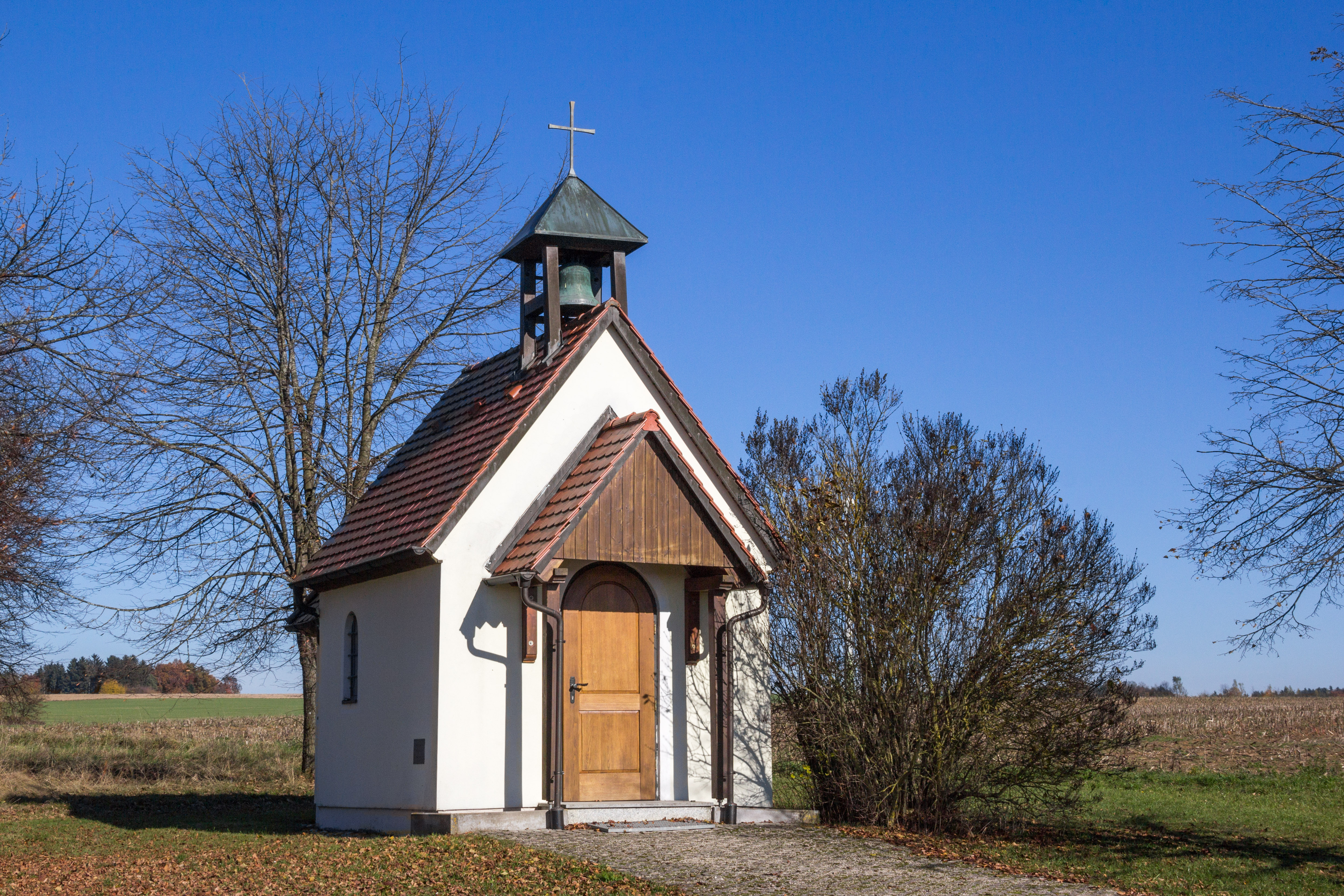
Marienkapelle in Häuselstein

- Stadel bei Haus-Nr. 6, mit Fachwerkgiebel, 2. Hälfte des 18. Jahrhunderts
- Kapelle, 1773 erbaut[22]

## Verkehrsanbindung
Häuselstein liegt an einer Gemeindeverbindungsstraße zwischen Reicheltshofen mit der Kreisstraße NM 9 und Mauertsmühle bzw. Eismannsberg mit der Kreisstraße LAU 23/NM 30. Von der Kreisstraße NM 10 zweigt ebenfalls eine Gemeindeverbindungsstraße nach Häuselstein ab.
2014 wurde von der Gemeinde der 1,8 km lange Forstweg zwischen Häuselstein-Mauertsmühle-Eismannsberg in Richtung der Gemarkung Traunfeld (Gemeinde Lauterhofen) neu gebaut; am Beginn dieses „Josef Hirschmann-Weges“ wurde eine Sitzgruppe sowie eine Steinstele mit Inschrift errichtet.

## Persönlichkeiten
- Josef Hirschmann (1887–1971), 1954–1960 stellvertretender Landrat des Landkreises Neumarkt i. d. Opf.